# Кип (Сирач)
Кип је насељено место у општини Сирач, у западној Славонији, Република Хрватска.

## Историја
До територијалне реорганизације у Хрватској насеље се налазило у саставу бивше велике општине Дарувар.

## Становништво
На попису становништва 2011. године, Кип је имао 148 становника.
По попису из 2001. године село је имало 182 становника.
| Националност       | 1991.        | 1981.        | 1971.        | 1961.        |
| Срби               | 195 (71,95%) | 173 (69,20%) | 216 (74,22%) | 254 (79,62%) |
| Хрвати             | 12 (4,42%)   | 8 (3,20%)    | 16 (5,49%)   | 15 (4,70%)   |
| Југословени        | 15 (5,53%)   | 25 (10,00%)  | 0            | 2 (0,62%)    |
| остали и непознато | 49 (18,08%)  | 44 (17,60%)  | 59 (20,27%)  | 48 (15,04%)  |
| Укупно             | 271          | 250          | 291          | 319          |

## Попис 1991.
На попису становништва 1991. године, насељено место Кип је имало 271 становника, следећег националног састава:
| Попис 1991.‍  | Попис 1991.‍  | Попис 1991.‍ | Попис 1991.‍ | Попис 1991.‍ |
| ------------ | ------------ | ----------- | ----------- | ----------- |
|              |              |             |             |             |
| Срби         | Срби         |             | 195         | 71,95%      |
| Чеси         | Чеси         |             | 45          | 16,60%      |
| Југословени  | Југословени  |             | 15          | 5,53%       |
| Хрвати       | Хрвати       |             | 12          | 4,42%       |
| неопредељени | неопредељени |             | 3           | 1,10%       |
| непознато    | непознато    |             | 1           | 0,36%       |
| укупно: 271  |              |             |             |             |